# Biblioteca de recerca del Rijksmuseum
La Biblioteca de Recerca del Rijksmuseum (Rijksmuseum Research Library) és la biblioteca de recerca d'història de l'art públic més gran dels Països Baixos. La biblioteca forma part del Rijksmuseum d'Amsterdam. El perfil de la col·lecció de la biblioteca és similar al del museu. El catàleg en línia conté més de 400.000 monografies, 3.400 periòdics i 90.000 catàlegs de vendes d'art. Al voltant de 50.000 catàlegs de vendes d'obres d'art publicats abans de 1989 encara no estan inclosos en el catàleg en línia. La col·lecció creix, de mitjana, en 10.000 llibres, catàlegs de subhastes i periòdics cada any.

## Visitants
Després de la renovació que va començar el 2004, la biblioteca es va transformar en una sala de lectura clàssica, amb informació sobre les col·leccions del museu. Una àmplia col·lecció de llibres de referència i revistes està disponible en la sala de lectura.
Des del 14 d'abril de 2013 la biblioteca està allotjada en el principal edifici del Rijksmuseum, Museumstraat 1, Amsterdam. La biblioteca està oberta de dilluns a dissabte, de les 10 del matí fins a les 5 de la tarda, tancada els diumenges i festius.